# 명의 나하추 정벌
명의 나하추 정벌은 1387년에 있었던 명나라의 군사 원정으로, 홍무제가 명나라의 장군 풍승을 시켜 북원의 장군이었던 나하추를 정벌한 사건이다.

## 배경
1380년대에, 북원의 장군이었던 나하추는 요동 지방에서 몽골의 잔존 세력들을 규합하여 세력을 모았다. 그들이 점차 세력을 키워나감에 따라 명나라의 북동쪽 국경에서 군사적인 충돌을 잦아지게 되었고, 대내외적인 안정을 꾀하던 홍무제는 이들을 정벌할 필요성을 느끼게 되었다.

## 과정
1386년 12월, 명나라 홍무제는 풍승 장군에게 20만 명의 대군을 주어 몽골의 잔존 세력을 정벌할 것을 명했다. 1387년에 풍승은 대장군에 봉해졌고, 부우덕 장군과 남옥 장군을 그 휘하로 삼게 하였다. 풍승은 이후 대군을 거느리고 현재의 금산(金山) 지역의 지배권을 손에 넣으로 출발하였다.
명군은 20만 명의 병력을 이끌고 요동지역으로 나아갔는데, 요동에 총 4개의 병참기지를 설치하고 모두 5만여명의 병력을 그 곳에 주둔시켰다. 풍승 대장군과 부우덕 장군은 1군을 지휘하여 앞에서 나아갔고, 남옥 장군은 후발대를 이끌고 뒤에서 물자를 보충하였다. 당시 황자의 신분이었던 영락제도 호위병을 거느리며 이 전쟁에 참가했는데, 큰 활동을 보이지는 않았다.
1387년 1월, 풍승 대장군은 군사들을 통주로 이끌었고, 남옥 장군에게 기병을 이끌고 몽골군대를 무찌를 것을 명했다. 남옥은 성공적으로 작전을 수행했고, 수많은 몽골 관리와 병사들을 죽이거나 사로잡았고, 수많은 사람과 가옥들을 전리품으로 취했다. 1387년 3월에 풍승 장군은 기세를 몰아 몽골군을 만리장성 위쪽으로 완전히 몰아냈고, 그들을 쫓아 북쪽으로 올라갔다. 병참기지는 만리장성 주위의 4곳에 세워졌고, 1387년 여름에 모두 완공되어 기능을 다하기 시작했다. 수많은 물자들이 주변 지역들에서 공출되어 이 요새들에 저장되었고, 요새들의 총책임은 홍무제의 17번째 아들인 주천이 맡았다.
한편 풍승 대장군은 군사를 동쪽으로 몰았는데, 병참기지에 약 50,000여 명의 병사들을 남겨 방비를 다하게 하였다. 7월에 랴오허 강을 도하하였고, 얼마 지나지 않아 몽골 지휘부가 있는 금산 지역에 당도하여 금산 서부 지역에 기지를 차렸다. 풍승 대장군은 전에 사로잡혔던 나하추의 부관 나이라우에게 편지를 들려 나하추에게 돌려보냈는데, 이 편지에는 나하추가 즉시 항복할 것과 명나라의 지배를 받아들일 것을 요구하는 내용이 적혀 있었다. 그동안 남옥 장군은 만리장성 북부를 순회하며 몽골 유목민들을 학살하며 최대한 많은 피해를 입히려 노력하였다. 또한 수많은 쌀, 창, 군용 물자들이 만리장성을 넘어 요동지방으로 이동하였다.
나하추와 휘하 부하들은 결국 명나라에 항복하였다. 어떤 학자는 항복일이 1387년 7월 14일이라고 주장하기도 하고, 어느 학자는 1387년 10월이라고 하기도 한다. 다만 나하추는 항복하였으나, 몇몇 하급 부관들은 나하추의 항복이 원나라에 대한 배반이라고 보고 끊임없이 저항을 계속하였다. 나하추의 항복 이후 명나라 군대는 철군하기 시작했는데, 이 도중 몽골 잔존 군대가 공격하여 군대의 측면이 인명피해를 입었다.

## 진압 이후
원정은 결국 나하추와 그의 휘하 장군들, 부하, 가족들을 사로잡는 것으로 끝났다. 나하추와 6,000여명에 달하는 그의 부관들, 그의 가족들은 나중에 난징으로 보내졌고, 항복했다는 이유로 후한 대접을 받았다. 그는 넓은 땅과 저택을 하사받았으며, 1388년 8월에 과음으로 사망하여 난징 바깥에 묻혔다.
홍무제는 이 원정의 성공으로 인해 크게 고무되었고, 이후 남옥 장군에게 15만 명의 대군을 주어 몽골의 칸이었던 퉁구스 테무르를 칠 것을 명하였다. 이후 1388년에 부이르호 전투에 승리하며 명나라는 마침내 안정을 찾게 된다.